# Sternsee
Der Sternsee ist ein See im Magdeburger Stadtteil Neu Olvenstedt.

## Geschichte
Die Entstehung des Sees geht auf einen hier ursprünglich befindlichen Steinbruch zurück. Bereits 1477 werden im Zusammenhang mit dem Bau des Magdeburger Doms Steinbrüche bei Alt Olvenstedt erwähnt. Noch bis Ende des 19. Jahrhunderts wurde in den Steinbrüchen Grauwacke abgebaut.
Nach der Stilllegung des Steinbruchs wurde der heutige Sternsee jedoch, anders als die meisten anderen Brüche der Umgebung, nicht verfüllt. Durch nachfließendes Grundwasser bildete sich der See, der schnell zu einer beliebten Badestelle wurde. Im Jahre 1914 gründete sich im Bördedorf Olvenstedt, zu dessen Gemarkung der See gehörte, der Schwimmverein Stern. Es entstand auch bereits ein erstes Badehaus.
Nach dem Ende des Ersten Weltkrieges wurde das erste Badehaus abgerissen und ein zweigeschossiges Haus mit Sonnenterrasse errichtet. Es entstand auch ein Nichtschwimmerbecken, Bahnen mit Startblöcken und ein Klubhaus. Auch ein Sandstrand wurde aufgeschüttet. Die Wasserqualität wurde gesichert, da eine benachbarte Gärtnerei dem See Wasser durch eine Pumpstation entnahm und so ständig neues Grundwasser nachfloss.
Die Badegäste kamen vorwiegend aus Olvenstedt – dort vor allem aus den in den dreißiger Jahren errichteten Außenbereichen des Dorfes – und aus Magdeburg. Geschäftsleute sollen überdurchschnittlich vertreten gewesen sein. Die alteingesessenen Olvenstedter bevorzugten die näher am Dorf im Bernsdorfs Bruch befindliche Badeanstalt.
Nach dem Zweiten Weltkrieg hörte der Schwimmverein auf zu existieren. Die Gemeinde Olvenstedt übernahm die Anlage. Die Badeanstalt erfreute sich auch in den 1950er und 1960er Jahren großer Beliebtheit, es fehlten jedoch Mittel für den Erhalt der Anlage. Der offizielle Badebetrieb wurde daher dann eingestellt. Die Gebäude und Einrichtungsteile verfielen. 1981 diente der See als Kulisse für den Film "Petra" aus der Sendereihe "Polizeiruf 110". In der Hauptszene wurde ein PKW im See versenkt, der später von der Feuerwehr geborgen wurde. 

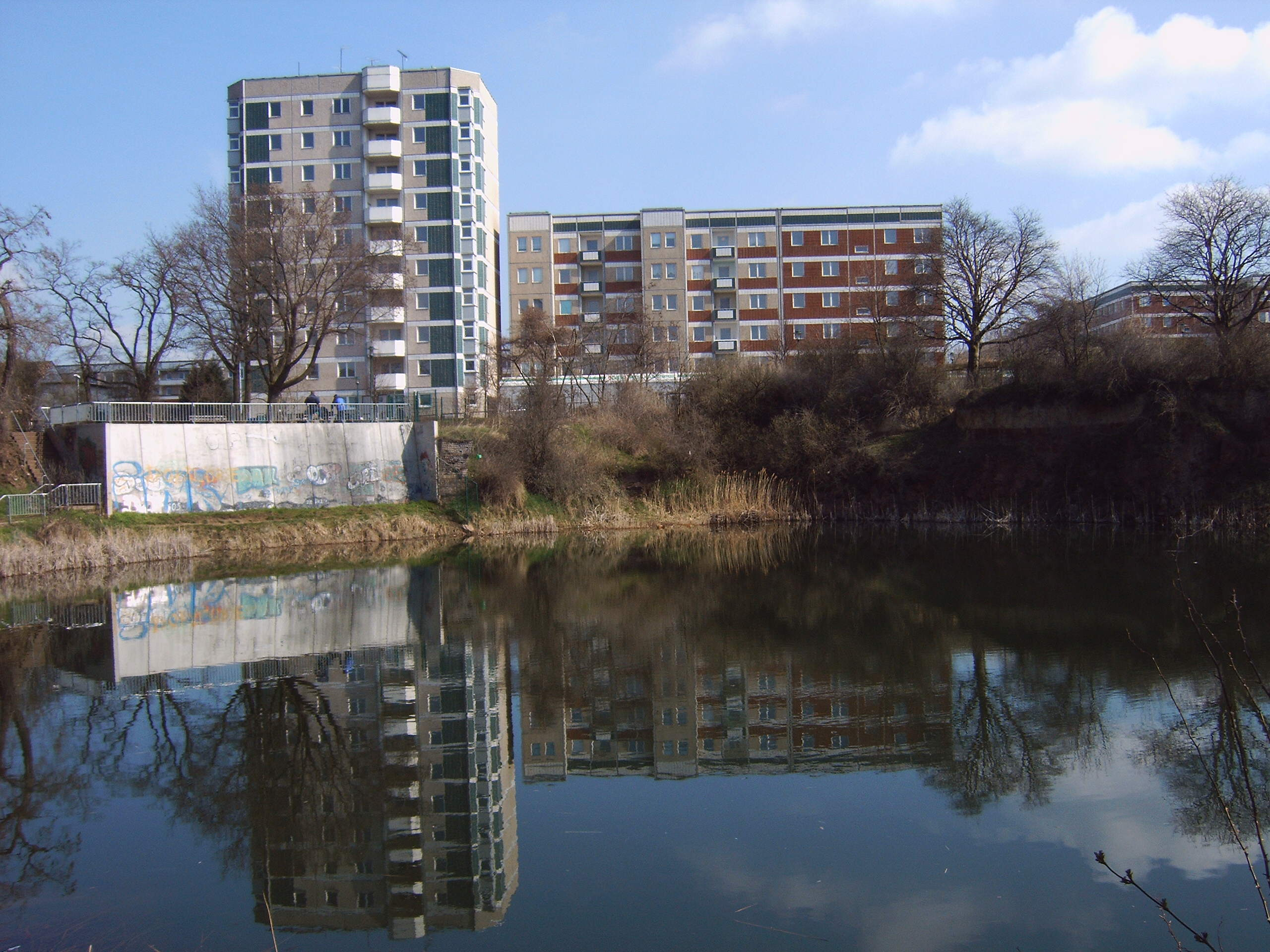
Sternsee – im Hintergrund Plattenbauten

In den 1980er Jahren entstand in unmittelbarer Nähe des Sees der neue Magdeburger Stadtteil Neu Olvenstedt, der vor allem durch Gebäude in Plattenbauweise geprägt ist und zeitweise mehr als 30.000 Einwohner zählte. Der von steilen Ufern umgebene See wurde nun vor allem als Gefahrenquelle angesehen und daher mit einem Zaun umgeben. Die Verwahrlosung setzte sich jedoch weiter fort.
Mitte der 1990er Jahre entschloss sich die Stadt Magdeburg, das Seeumfeld als Grünanlage zu gestalten. Die Reste der Badeanstalt wurden 1995 abgerissen. Es wurde ein Weg am Ufer des Sees gebaut und Bänke aufgestellt.
Der Sternsee steht heute als Naturdenkmal unter Schutz.
Es wird behauptet, dass ein Trabant und ein Panzer aus dem Zweiten Weltkrieg im See liegen sollen. Diese Gerüchte wurden auch durch in den 1990er Jahren immer wieder aufsteigende Ölblasen geschürt.